# José Castro y Serrano
José Castro y Serrano, född 1829 i Granada, död 1896 i Madrid, var en spansk författare.
Castro y Serrano publicerade som kommissarie vid världsutställningarna i London 1862, Paris 1867 och Wien 1873 och som korrespondent vid Suezkanalens öppnande mycket värdefulla artiklar över industri och konst. Han gjorde sig känd som en utmärkt stilist, och hans Cartas transcendentales (1861) förskaffade honom mycket bifall, som stegrades genom Historias vulgares (1887). Castro y Serrano var ledamot av Real Academia Española (invald 1889) och av Real Academia de Bellas Artes de San Fernando.